# D.F.C. in het seizoen 1970/71
Het seizoen 1970/1971 was het 17e jaar in het bestaan van de Dordtse betaaldvoetbalclub D.F.C.. De club kwam uit in de Eerste divisie B en eindigde daarin op de 11e plaats. Tevens deed de club mee aan het toernooi om de KNVB beker, hierin werd in de eerste ronde, na verlenging, verloren van Haarlem (0–1).

## Wedstrijdstatistieken

### Eerste divisie
|       | Blauw-Wit | FC Den Bosch '67 | SC Cambuur | Fortuna SC | De Graafschap | GVAV  | Heerenveen | Helmond Sport | Heracles | HVC   | SVV   | Veendam | Vitesse | Wageningen | Willem II |
| ----- | --------- | ---------------- | ---------- | ---------- | ------------- | ----- | ---------- | ------------- | -------- | ----- | ----- | ------- | ------- | ---------- | --------- |
| Thuis | 3 – 1     | 1 – 2            | 2 – 2      | 0 – 0      | 4 – 0         | 0 – 0 | 1 – 2      | 2 – 1         | 1 – 0    | 1 – 1 | 1 – 1 | 0 – 1   | 1 – 1   | 1 – 2      | 2 – 1     |
| Uit   | 2 – 0     | 1 – 0            | 4 – 1      | 2 – 0      | 2 – 2         | 1 – 0 | 0 – 2      | 1 – 0         | 3 – 0    | 0 – 1 | 2 – 0 | 3 – 0   | 3 – 0   | 2 – 3      | 1 – 2     |

### KNVB beker
| 1e ronde                                      | D.F.C. | 0 – 1 (0 – 0, 0 – 0) Na verlenging | Haarlem           |
| 16 augustus 1970 Plaats: Dordrecht Krommedijk |        |                                    | 102' Cees de Wolf |

## Statistieken D.F.C. 1970/1971

### Eindstand D.F.C. in de Nederlandse Eerste divisie 1970 / 1971
| Stand | Gespeeld | Gewonnen | Gelijk | Verloren | Punten | Doelpunten voor | Doelpunten tegen |
| ----- | -------- | -------- | ------ | -------- | ------ | --------------- | ---------------- |
| 11e   | 30       | 9        | 7      | 14       | 25     | 31              | 42               |

### Topscorers
| #      | Naam           | Goal |
| ------ | -------------- | ---- |
| 1.     | Hennie Kuiters | 13   |
| 2.     | Bizzy Klein    | 8    |
| 3.     | Frans Struis   | 5    |
| 4.     | Chris Bouman   | 3    |
| 5.     | Gerard Bouwer  | 1    |
| 5.     | Ton Kemper     | 1    |
| Totaal | Totaal         | 31   |

| #      | Naam        | Goal |
| ------ | ----------- | ---- |
| –      | Geen speler | 0    |
| Totaal | Totaal      | 0    |

## Voetnoten
Blauw-Wit ·
FC Den Bosch '67 ·
Cambuur ·
D.F.C. ·
Fortuna SC ·
De Graafschap ·
GVAV ·
Heerenveen ·
Helmond Sport ·
Heracles ·
HVC ·
SVV ·
Veendam ·
Vitesse ·
Wageningen ·
Willem II